# Leonard Scott
Leonard Scott (Zachary, 9 februari 1981) is een Amerikaanse sprinter die gespecialiseerd is in de 100 m. Met een persoonlijk record van 6,50 seconden op de 60 m is hij ook Amerikaans kampioen op deze afstand en won hij in 2006 het WK indoor.

## Loopbaan
In 2005 liep hij voor het eerst de 100 m binnen de 10 seconden. Een maand later nam hij deel aan het WK in Helsinki. In de halve finale versloeg hij nog zilverenmedaillewinnaar Michael Frater, waardoor hij tot de favorieten in de finale behoorde. In de finale eindigde hij echter op een zesde plaats.
Op de Memorial Van Damme 2006 won hij een bronzen medaille.

## Titels
- Wereldkampioen 60 meter (indoor) - 2006
- Amerikaans kampioen 60 meter (indoor) - 2006

## Persoonlijke records
Outdoor
| Onderdeel | Prestatie | Datum            | Plaats      |
| --------- | --------- | ---------------- | ----------- |
| 100 m     | 9,91      | 9 september 2006 | Stuttgart   |
| 200 m     | 20,34     | 29 mei 2002      | Baton Rouge |
| 200 m     | 20,34     | 11 mei 2001      | Columbia    |

Indoor
| Onderdeel | Prestatie | Datum            | Plaats       |
| --------- | --------- | ---------------- | ------------ |
| 50 m      | 5,58 s    | 26 februari 2005 | Liévin       |
| 55 m      | 6,07 s    | 20 februari 1999 | Gainesville  |
| 60 m      | 6,46 s    | 26 februari 2005 | Liévin       |
| 200 m     | 20,55 s   | 10 maart 2000    | Fayetteville |

## Palmares

### 60 m
- 2006:  WK indoor - 6,50 s

### 100 m
Kampioenschappen
- 2004: 6e Wereldatletiekfinale - 10,31 s
- 2005: 6e WK - 10,13 s
- 2005: 7e Wereldatletiekfinale - 10,18 s
- 2006:  Wereldatletiekfinale - 9,91 s

Golden League-podiumplekken
- 2005:  Golden Gala – 10,11 s
- 2006:  ISTAF – 10,07 s
- 2006:  Weltklasse Zürich – 9,97 s
- 2006:  Memorial Van Damme – 10,11 s